# Opel Tech 1

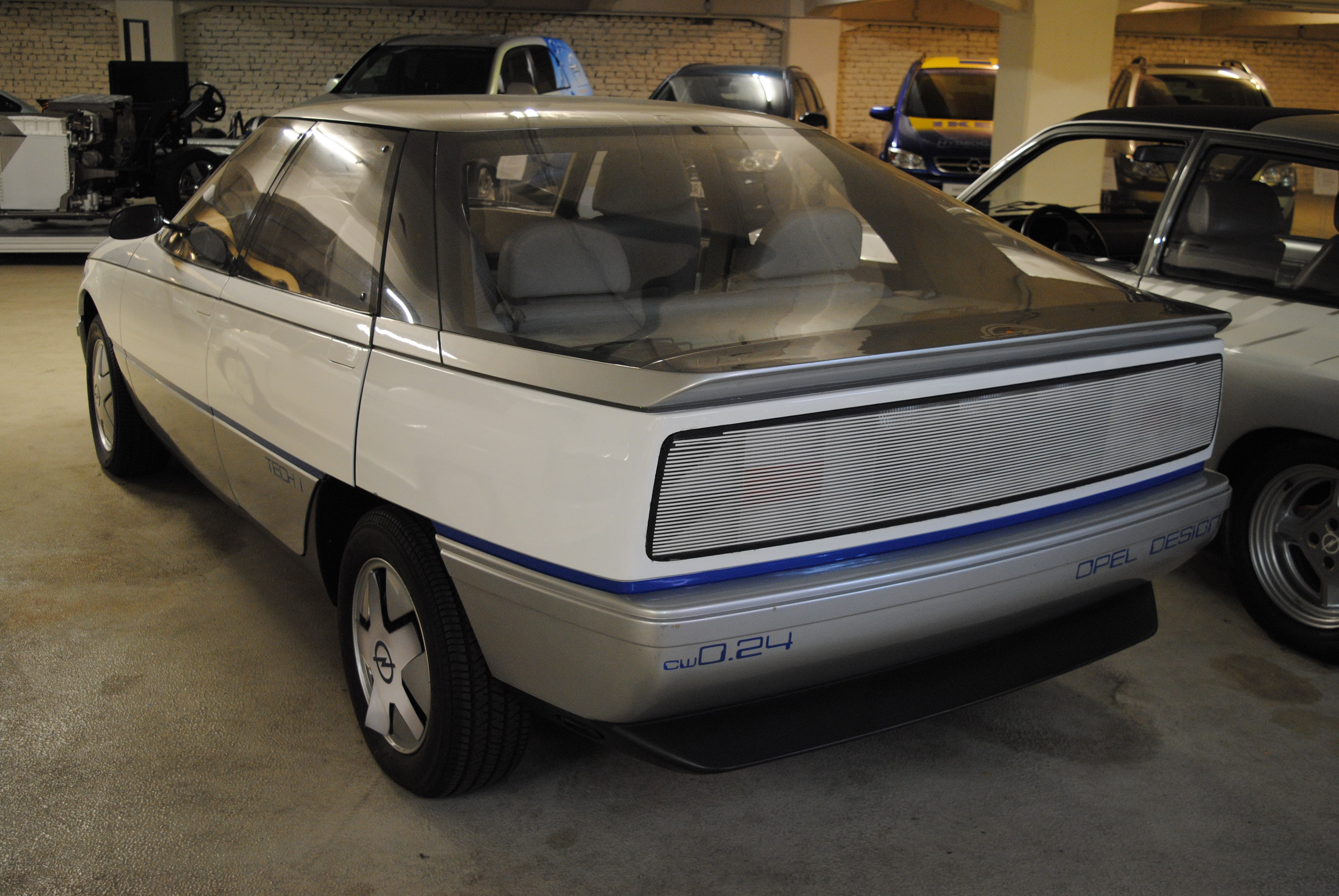
Opel Tech 1

Der Opel Tech-1 Concept ist ein Forschungsauto und Konzeptfahrzeug des deutschen Herstellers Opel. Es wurde auf der Internationalen Automobil-Ausstellung (IAA) 1981 vorgestellt. Das Fahrzeug ist auf dem Serienfahrzeug Opel Kadett D und dessen GM-T Plattform (1979) („T-Car“) aufgebaut. Der Entwurf stammt von Erhard Schnell.

## Karosserie
Das Design strebte eine Bestmarke in der Aerodynamik an. Der Strömungswiderstandskoeffizient (cw-Wert) erreichte 0,235, wozu die Panoramascheibe beitrug. Das Gesicht war der Vorläufer des Opel Omega A von 1986, der dem Opel Rekord E folgte. Die Radkappen gingen in Serie.

## Innenraum
Alle Bedienelemente, außer Lenkrad, Schalthebel und Pedalen wurden Druckknöpfe.